# Bransdale
Bransdale – dolina i civil parish w Anglii, w North Yorkshire, w dystrykcie (unitary authority) North Yorkshire. W 2001 civil parish liczyła 111 mieszkańców.